# Troppo forte
Pour plus de détails, voir Fiche technique et Distribution.
Troppo forte est un film italien réalisé par Carlo Verdone, sorti en 1986.

## Synopsis
Rome. Oscar Pettinari, appelé affectueusement Troppo forte (trop fort) par ses amis, est un jeune banlieusard qui fréquente Cinecittà et rêve de devenir acteur de films d'action, ou à tout le moins de jouer les cascadeurs. Un matin, il est écarté de la sélection des figurants par un important producteur américain à cause de son aspect trop débonnaire, mais il fait la rencontre d'un avocat pour le moins particulier, le comte Giangiacomo Pigna Corelli in Selci. Avec l'aide de cet étrange personnage, Oscar met en scène un accident de moto pour piéger le producteur qui l'a écarté de son film, mais le destin fait en sorte qu'au volant de l'automobile qui l'aurait percuté se trouve non pas ledit producteur, mais bien Nancy, une jeune et ravissante actrice américaine (aussi amante de l'homme), qui perdra son rôle à la suite de cette histoire.
Oscar, un homme au grand cœur, accueille la jeune femme dans sa propre maison pour un moment, le temps que son mari ne la rejoigne à Rome pour la ramener aux États-Unis. Avec le temps, une amitié naît entre les deux, alors que le rapport entre Oscar et son avocat se complexifie et l'entraîne dans une succession d'événements loufoques: opérations superflues et harangues invraisemblables au tribunal sont au rendez-vous pour essayer à tout prix de gagner le procès.

## Fiche technique
- Titre : Troppo forte
- Réalisation : Carlo Verdone
- Scénario : Carlo Verdone, Sergio Leone, Rodolfo Sonego et Alberto Sordi
- Producteurs : Augusto Caminito et Sergio Leone
- Musique : Antonello Venditti
- Photo : Danilo Desideri
- Date de sortie : 1986

## Distribution
- Carlo Verdone: Oscar Pettinari
- Alberto Sordi: Giangiacomo Pigna Corelli in Selci
- Stella Hall: Nancy
- Sal da Vinci: Capua
- Mario Brega: Sergio
- John Steiner: M. Adams
- Penny Brown: Susan Taylor
- Maurizio Fabbri: Salvatore Porru
- Luciano Bonanni: un patient de l'hôpital
- Michele Mirabella: l'avocat Fabiani
- Elsa Vazzoler: Sora Ersilia
- Ulisse Minervini: Murena
- Franca Dominici: la mère de l'avocat
- Giordano Falzoni: Frank
- John Armstead (it) : Frank Rollins
- Bruno Bilotta (it): Er Pecora
- Giorgio Conti: un des jurés
- Alvaro Gradella: portier de l'hôtel
- Salvatore Aiesi: lbaron
- Gino Barbacane: l'un des gardes du corps du baron
- Giuseppe D'Aloja: un des amis d'Oscar
- Quinto Gambi : un des amis d'Oscar
- Eolo Capritti: acteur de soutien
- Antonio Barrios: une connaissance d'Oscar
- Pietro Zardini: vieux sur la plage
- Franco Marino : chef des acteurs de soutien

## Autour du film
- Au début, le rôle de l'avocat avait été imaginé par Carlo Verdone pour Leopoldo Trieste, mais Alberto Sordi, après avoir lu le scénario, voulut à tout prix en faire partie et insista auprès du réalisateur pour obtenir le rôle.
- Sergio, le responsable des paris illégaux, interprété par Mario Brega, n'était pas un personnage prévu dans la version initiale du film. Ce fut l'insistance de Brega, qui croyait fermement ne pas pouvoir ne pas jouer un rôle dans un tel film, qui "obligea" Verdone a lui en inventer un.
- Carlo Verdone, Sergio Leone et Rodolfo Sonego allèrent écrire le film en Côte d'Ivoire parce que Leone croyait que le travail serait plus fructueux à cet endroit plutôt qu'en Italie.
- La scène d'ouverture du flipper a été presque entièrement improvisée par Verdone.
- Pendant sa première semaine à l'affiche dans les cinémas italiens, le film généra des recettes plus importantes que celles du film Rambo 2 : La Mission. Curieusement, dans Troppo forte, John Rambo est une légende pour Oscar Pettinari.
- Verdone ne parvint pas à convaincre Stella Hall à tourner la scène de nu à la plage et dut recourir à une doublure.
- Le personnage d'Oscar Pettinari fut considéré le « Nando Moriconi des années 80 », imitation du fameux personnage du film Un Américain à Rome[1].
- La dernière scène du film a été tournée par Sergio Leone.